# Кузнецов, Александр Сергеевич (Герой Российской Федерации)
Алекса́ндр Серге́евич Кузнецо́в (род. 10 августа 1977, Никольское, Ленинградская область) — российский военнослужащий, экс-командир 1-й разведывательно-штурмовой роты ЧВК «Вагнер», подполковник запаса.
Герой Российской Федерации, Герой ДНР, Герой ЛНР, кавалер четырёх орденов Мужества и других наград. Позывной «Ратибор».

## Биография
Александр Кузнецов родился в 1977 году в селе Никольское Гатчинского района Ленинградской области. Окончил Санкт-Петербургское высшее общевойсковое командное дважды Краснознамённое училище имени С. М. Кирова.
До 2008 года служил в Подмосковье в должности командира роты спецназначения в Солнечногорске. В 2008 году был арестован по подозрению в воровстве и похищении человека. Осужден в 2010 году. После освобождения в 2013 году был завербован в ЧВК «Вагнер». Был назначен командиром первой разведывательно-штурмовой роты.
В 2015 году принимал участие в боях за Луганский аэропорт и в Дебальцевской операции вместе с ДШРГ «Русич».
В 2016 году Кузнецов выполнял боевые задачи в Сирии в составе «Моран Секьюрити Групп».
В 2019 году в Ливии Александр Кузнецов получил тяжёлое ранение, был вывезен в Россию, проходил лечение в одном из медучреждений Санкт-Петербурга.
По данным CNN, в 2021—2022 году Кузнецов курировал операции ЧВК «Вагнер» в ключевых местах добычи, переработки и транзита золота в Судане.
С марта 2022 года принимал участие в российском вторжении на Украину, в составе ЧВК «Вагнер».
15 декабря 2022 года Владимир Соловьев выпустил интервью с Александром Кузнецовым, взятое недалеко от Соледара.
20 мая 2023 года появилось видео, где Кузнецов поднимает флаги России и ЧВК «Вагнер» на многоэтажном доме в разрушенном Бахмуте и выкрикивает этнические оскорбления в адрес украинцев.
В апреле 2024 года стало известно, что Александр Кузнецов вместе с 3 тыс. бывших «вагнеровцев» вступят в спецназ «Ахмат».
В декабре 2024 года стало известно, что пять бывших командиров ЧВК «Вагнер», в том числе Александр Кузнецов, подписали контракты с Минобороны России и воюют за подразделение «Легион Вагнера. Истра».
Кузнецов считается одним из самых известных командиров ЧВК «Вагнер». По информации антивоенной организации "Орден Республики", Кузнецов руководил захватом Ростова во время восстания ЧВК Вагнер.

## Награды
- Герой Российской Федерации (2018)
- Герой Донецкой Народной Республики
- Герой Луганской Народной Республики
- Орден «За заслуги перед Отечеством» III степени[16]
- Орден «За заслуги перед Отечеством» IV степени[16]
- Четыре Ордена Мужества
- Две Медали «За отвагу»[16]
- Медали[16]
- Иностранные награды[16]